# Nuri Bilge Ceylan
Nuri Bilge Ceylan (ur. 26 stycznia 1959 w Stambule) – turecki reżyser, scenarzysta, montażysta, producent filmowy i fotografik. Zdobywca Złotej Palmy na 67. MFF w Cannes za film Zimowy sen (2014).

## Życiorys
Zadebiutował późno – pierwszy film nakręcił mając 36 lat. Wyreżyserował wówczas krótkometrażowy Kokon (1995), którego koszty produkcji pokrył z własnych funduszy.
Zasiadał w jury sekcji "Cinéfondation" na 57. MFF w Cannes (2004), a także w jury konkursu głównego na 62. MFF w Cannes (2009) oraz na 72. MFF w Wenecji (2015).
Jego żoną jest fotografik i aktorka Ebru Ceylan (ur. 1976), z którą wystąpił w filmie Klimaty (2006).

## Filmografia
| Filmy nad którymi pracował Nuri Bilge Ceylan | Filmy nad którymi pracował Nuri Bilge Ceylan | Filmy nad którymi pracował Nuri Bilge Ceylan | Filmy nad którymi pracował Nuri Bilge Ceylan | Filmy nad którymi pracował Nuri Bilge Ceylan | Filmy nad którymi pracował Nuri Bilge Ceylan | Filmy nad którymi pracował Nuri Bilge Ceylan |
| Rok                                          | Tytuł polski                                 | Tytuł turecki                                | Udział w filmie jako                         | Udział w filmie jako                         | Udział w filmie jako                         | Uwagi                                        |
| Rok                                          | Tytuł polski                                 | Tytuł turecki                                | Reżyser                                      | Producent                                    | Scenarzysta                                  | Uwagi                                        |
| -------------------------------------------- | -------------------------------------------- | -------------------------------------------- | -------------------------------------------- | -------------------------------------------- | -------------------------------------------- | -------------------------------------------- |
| 1995                                         | Kokon                                        | Koza                                         | tak                                          | tak                                          | tak                                          | Pierwszy film (krótkometrażowy)              |
| 1997                                         | Miasteczko                                   | Kasaba                                       | tak                                          | tak                                          | tak                                          | Pierwszy film długometrażowy                 |
| 2000                                         | Chmury w maju                                | Mayıs Sıkıntısı                              | tak                                          | tak                                          | tak                                          |                                              |
| 2002                                         | Uzak                                         | Uzak                                         | tak                                          | tak                                          | tak                                          |                                              |
| 2006                                         | Klimaty                                      | İklimler                                     | tak                                          | tak                                          | tak                                          | Również jako aktor                           |
| 2008                                         | Trzy małpy                                   | Üç Maymun                                    | tak                                          | tak                                          | tak                                          |                                              |
| 2011                                         | Pewnego razu w Anatolii                      | Bir Zamanlar Anadolu'da                      | tak                                          | tak                                          | tak                                          |                                              |
| 2014                                         | Zimowy sen                                   | Kış Uykusu                                   | tak                                          | tak                                          | tak                                          |                                              |
| 2018                                         | Dzika grusza                                 | Ahlat Ağacı                                  | tak                                          | tak                                          | tak                                          |                                              |
| 2023                                         | Wśród wyschniętych traw                      | Kuru Otlar Üstüne                            | tak                                          | tak                                          | tak                                          |                                              |